# Turquie aux Jeux méditerranéens de 2018
Cet article contient des informations sur la participation et les résultats de la Turquie aux Jeux méditerranéens de 2018 à Tarragone en Espagne.

## Médailles

### Or
| Sport              | Discipline               | Sportifs          |
| Médailles d'or : 9 |                          |                   |
| Haltérophilie      | 69 kg Arraché hommes     | Daniyar Ismayilov |
| Haltérophilie      | 69 kg Épaulé-jeté hommes | Daniyar Ismayilov |
| Haltérophilie      | 48 kg Arraché femmes     | Şaziye Erdoğan    |
| Haltérophilie      | 48 kg Épaulé-jeté femmes | Şaziye Erdoğan    |
| Haltérophilie      | 58 kg Épaulé-jeté femmes | Aysegul Takin     |
| Haltérophilie      | 63 kg Épaulé-jeté femmes | Nuray Levent      |
| Karaté             | Moins de 75 kg hommes    | Erman Eltemur     |
| Karaté             | Moins de 55 kg femmes    | Tuba Yakan        |
| Tir à l'arc        | Individuel hommes        | Mete Gazoz        |

### Argent
| Sport                   | Discipline                  | Sportifs                                                            |
| Médailles d'argent : 10 |                             |                                                                     |
| Badminton               | Doubles femmes              | Ercetin Benginsu Nazlıcan İnci                                      |
| Badminton               | Doubles hommes              | Serdar Koca Salim Serhat                                            |
| Gymnastique artistique  | Concours par équipes femmes | Ümit Şamiloğlu Ferhat Arıcan İbrahim Çolak Ahmet Önder Sercan Demir |
| Haltérophilie           | 62 kg Arraché hommes        | Erol Bilgin                                                         |
| Haltérophilie           | 62 kg Épaulé-jeté hommes    | Erol Bilgin                                                         |
| Haltérophilie           | 63 kg Arraché femmes        | Nuray Levent                                                        |
| Karaté                  | Moins de 67 kg hommes       | Burak Uygur                                                         |
| Karaté                  | Moins de 68 kg femmes       | Eda Eltemur                                                         |
| Natation                | 200 m Quatre nages femmes   | Viktoriya Zeynep Güneş                                              |

### Bronze
| Sport                    | Discipline                  | Sportifs                                                 |
| Médailles de bronze : 16 |                             |                                                          |
| Haltérophilie            | 77 kg Arraché hommes        | Celil Erdogdu                                            |
| Haltérophilie            | 77 kg Épaulé-jeté hommes    | Celil Erdogdu                                            |
| Haltérophilie            | 58 kg Arraché femmes        | Aysegul Takin                                            |
| Karaté                   | Moins de 60 kg hommes       | Eray Şamdan                                              |
| Karaté                   | Moins de 50 kg femmes       | Serap Ozcelik Arapoglu                                   |
| Karaté                   | Plus de 68 kg femmes        | Meltem Hocaoglu                                          |
| Natation                 | 100 m Brasse hommes         | Berkay Öğretir                                           |
| Natation                 | 100 m Papillon hommes       | Ümit Can Güreş                                           |
| Natation                 | 4 × 100 m nage libre hommes | Doğa Çelik Efe Turan Alpkan Örnek Erge Can Gezmiş        |
| Natation                 | 100 m Dos femmes            | Ekaterina Avramova                                       |
| Natation                 | 200 m Brasse femmes         | Viktoriya Zeynep Güneş                                   |
| Tir à l'arc              | Individuel femmes           | Aybuke Aktuna                                            |
| Tir à l'arc              | Par équipes femmes          | Yasemin Ecem Anagöz Gulnaz Busranur Coskun Aybuke Aktuna |